# Hamilton (Ohio)
Hamilton település az Amerikai Egyesült Államok Ohio államában, Butler megyében, melynek megyeszékhelye is. Lakosainak száma 63 399 fő (2020. április 1.).

## Népesség
A település népességének változása:

| 2010 | 62 477 |
| 2020 | 63 399 |